# Жуниньо Кишада
Пе́дро Жулиа́н Азеве́до Жунио́р (порт.-браз. Pedro Julião Azevedo Junior; 12 декабря 1985, Сенадор-Помпеу, Бразилия), более известный как Жуниньо Кишада (порт. Juninho Quixadá) — бразильский футболист, нападающий...

## Карьера
Перед тем как перейти в 2011 году в «Лудогорец» Жуниньо Кишада выступал за бразильские клубы «Ферровиарио» и «Брагантино».
20 июня Кишада подписал с болгарским клубом трёхлетний контракт на неизвестную сумму. Он дебютировал в новом клубе 3 июля в товарищеском матче против клуба «Септември», который завершился победой разградцев со счётом 6:1, отыграв 45 минут на правом фланге.
Дебют Жуниньо в чемпионате Болгарии состоялся 6 августа в матче против «Локомотива» из Пловдива. Свой первый гол за болгарский клуб он забил 20 августа в матче против «Видима-Раковски», завершившемся победой «Лудогорца» со счётом 4:0. 28 ноября, в матче против софийского ЦСКА, завершившемся ничьей 2:2, он забил свой четвёртый мяч в сезоне и отдал результативный пас на Ивана Стоянова. 27 февраля 2014 года, на последней минуте ответного матча 1/16 финала Лиги Европы УЕФА против итальянского «Лацио» (первый завершился победой болгарского клуба в гостях со счётом 1:0), Жуниньо Кишада забил гол, сделав счёт 3:3, что позволило его команде выйти в следующий раунд турнира с общим счётом 4:3.

## Достижения
Лудогорец
- Чемпион Болгарии (5): 2011/12, 2012/13, 2013/14, 2014/15, 2015/16
- Обладатель Кубка Болгарии (2): 2011/12, 2013/14
- Обладатель Суперкубка Болгарии (2): 2012, 2014

## Статистика
| Клуб       | Сезон   | Лига | Лига | Кубок | Кубок | Контин. | Контин. | Другие | Другие | Всего | Всего |
| Клуб       | Сезон   | Игры | Голы | Игры  | Голы  | Игры    | Голы    | Игры   | Голы   | Игры  | Голы  |
| ---------- | ------- | ---- | ---- | ----- | ----- | ------- | ------- | ------ | ------ | ----- | ----- |
| Брагантино | 2010    | 10   | 5    | ?     | ?     | -       | -       | 15     | 2      | 25    | 7     |
| Брагантино | 2011    | 6    | 1    | ?     | ?     | -       | -       | 10     | 6      | 16    | 7     |
| Брагантино | Всего   | 16   | 6    | 25    | 8     | 0       | 0       | 0      | 0      | 41    | 14    |
| Лудогорец  | 2011/12 | 11   | 5    | 1     | 0     | -       | -       | -      | -      | 12    | 5     |
| Лудогорец  | 2012/13 | 17   | 3    | 0     | 0     | -       | -       | -      | -      | 17    | 3     |
| Лудогорец  | 2013/14 | 30   | 7    | 7     | 0     | 8       | 3       | -      | -      | 45    | 10    |
| Лудогорец  | 2014/15 | 7    | 3    | 0     | 0     | 0       | 0       | -      | -      | 7     | 3     |
| Лудогорец  | Всего   | 65   | 18   | 8     | 0     | 8       | 3       | -      | -      | 81    | 21    |

1: ↑  Для «Брагантино» указаны матчи в чемпионате штата Сан-Паулу.